# Daphnomancie
La daphnomancie est un genre de divination consistant à tirer un présage du pétillement d'une branche de laurier lancée dans le feu.

## Histoire
Branche de la botanomancie, cet art divinatoire repose sur la légende de la nymphe Daphné qui, pour se dérober aux poursuites d'Apollon, avait été métamorphosée en laurier. 
Si la branche jetée dans le feu faisait un certain bruit, celui-ci était présage de bonheur, mais c'était mauvais signe si elle ne produisait aucun son. Properce écrit à ce sujet Si tacet extincto laurus adufla foco.
Denis Diderot donne une deuxième description de cet art divinatoire. Il explique qu'elle pouvait aussi consister à mâcher des feuilles de laurier, ce qui inspirait des prophéties. 